# Samantha Steuerwald
Samantha Steuerwald (* 11. Oktober 1998 in Hamburg) ist eine deutsche Fußballspielerin. Die Defensivspielerin steht zur Saison 2025/26 beim 1. FC Union Berlin unter Vertrag.

## Karriere
Steuerwald spielte in ihrer Kindheit und Jugendzeit beim Bramfelder SV. Sie spielte dort neben Fußball auch Indoor-Soccer und betätigte sich in der Leichtathletik.
Steuerwald wechselte 2014 zum VfL Wolfsburg. 2015 debütierte sie für die Amateurmannschaft der Wölfe in der 2. Bundesliga. 2018 folgte der Wechsel zu Werder Bremen, wo sie im September, bei einem 3:0 gegen Mönchengladbach, erstmals in der Bundesliga auflief. 2020 verpflichtete sie der SC Freiburg. Steuerwald, die ihre Karriere als Stürmerin begann, schulte beim SCF auf die Position der Verteidigerin um. In den ersten vier Saisons verpasste sie als Stammspielerin lediglich sechs Ligapartien. Im Oktober 2024 erreichte sie ihr 100. Pflichtspiel für den SC. Zur Saison 2025/26 schloss sie sich dem Bundesligaaufsteiger 1. FC Union Berlin an.
Steuerwald wurde 2012 in einen Lehrgang der deutschen U15-Nationalmannschaft eingeladen, kam jedoch nicht zum Einsatz.

## Erfolge
- DFB-Pokal-Finalist 2023 (mit dem SC Freiburg)